# NSB Di 3
De Di 3 is een type diesellocomotief dat werd gebruikt door Noorse Spoorwegen (NSB). De locomotieven werden tussen 1954 en 2000 ingezet op de niet geëlektrificeerde delen van het Noorse net, en dan vooral op Nordlandsbanen, Rørosbanen en Raumabanen. De locomotieven van het type Di 3 zijn in december 2000 door de NSB buiten bedrijf gesteld. Sommige locomotieven zijn naar het buitenland verkocht, andere zijn naar andere bedrijven in Noorwegen gegaan, zoals Ofotbanen AS. De Di 3 is een variant van de NOHAB AA16 die ook aan Denemarken, Hongarije, Luxemburg en België is geleverd. Deze locomotieven hebben een cultstatus bereikt en het hele jaar door bezoeken spoorwegliefhebbers uit vele landen Noorwegen om de Di 3 te bezichtigen.

## Geschiedenis
In 1952 werd besloten dat de helft van het Noorse spoorwegnet zou worden geëlektrificeerd, zodat 80% van het verkeer met elektrische tractie zou kunnen worden verzorgd. Voor de resterende 20% van de treindiensten werd gekozen voor dieseltractie als vervanging van de stoomlocomotieven. Terwijl het elektrificatieplan werd uitgewerkt, werd in 1954 een diesel-elektrische locomotief geleend van NOHAB in Trollhättan. Deze locomotief werd gebouwd onder licentie van General Motors. In Noorwegen kreeg ze het bedrijfsnummer 2246 en typenummer 64. De locomotief werd uitgebreid getest op de Nordlandsbanen en daarbij vergeleken met locomotieven van de Duitse fabrikanten MaK en KHD. De AA16 werd als betrouwbaar beschouwd en won de vergelijking met de andere twee.
NSB kocht het geleende exemplaar en bestelde vijf nieuwe locomotieven. De Deense Staatsspoorwegen (DSB) hadden in 1954 dezelfde locomotieven in dienst genomen als MY en bestelde in 1960 nog een "lichtgewicht" variant de MX. De Noorse serie kreeg echter aandrijving op alle assen en werd tevens voorzien van traliewerk voor de cabineruiten als bescherming tegen vallende ijspegels bij tunnelportalen. Bovendien was de Noorse serie 30 cm. korter zodat ze op de Noorse draaischijven pasten. De nummering begon met 602 omdat 601 al gebruikt was voor de eerste Noorse diesellocomotief de Di 1. De Di 3 603 – 607 werden geleverd in 1957 en later dat jaar bestelde NSB nog eens acht locomotieven, Di 3 608 – 615. Deze locomotieven zijn ingezet op de Dovrebanen, de Nordlandsbanen en de  Gjøvik en Bergensbanen. In 1958 werden nog eens zes Di 3 besteld voor de dienst op de zuidelijke Dovrebanen in het Gudbrandsdal tussen Dombås en Lillehammer. NSB kocht geen lichtere versie maar versterkte een aantal zwakke bruggen om het hogere gewicht van de trein te dragen, die daardoor verder naar het zuiden tot Hamar kon doorrijden. Datzelfde jaar stroomde de Di 3 in in de nachtdienst op de Raumabanen, waar zij tot 1965 de treindienst samen met stoomlocomotieven verzekerde.
Di 3 622, 623 en 641 – 643 werden oorspronkelijk gebouwd voor de Finse staatsspoorwegen die ze echter afbestelde. NOHAB bood ze vervolgens te koop aan aan de NSB, die ze wel wilde afnemen. Drie van de locomotieven waren op dat moment al voltooid. Deze weken af van de NSB serie door een hoger gewicht, een aandrijving op slechts vier van de zes assen, een hogere topsnelheid en een lagere trekkracht. De twee nog niet gebouwde exemplaren werden volgens NSB standaard voltooid maar hadden wel, net als de drie reeds voltooide machines,  de standaard lengte van 18,9 meter. Wegens de afwijkende specificaties werden de “Finse” locomotieven in 1960 als serie Di 3b in dienst genomen met de nummers 641 – 643. De oorspronkelijke Noorse serie en de twee andere Finnen (622 en 623) werden voortaan als Di 3a aangemerkt. Deze werden doorlopend genummerd van 602 – 633.

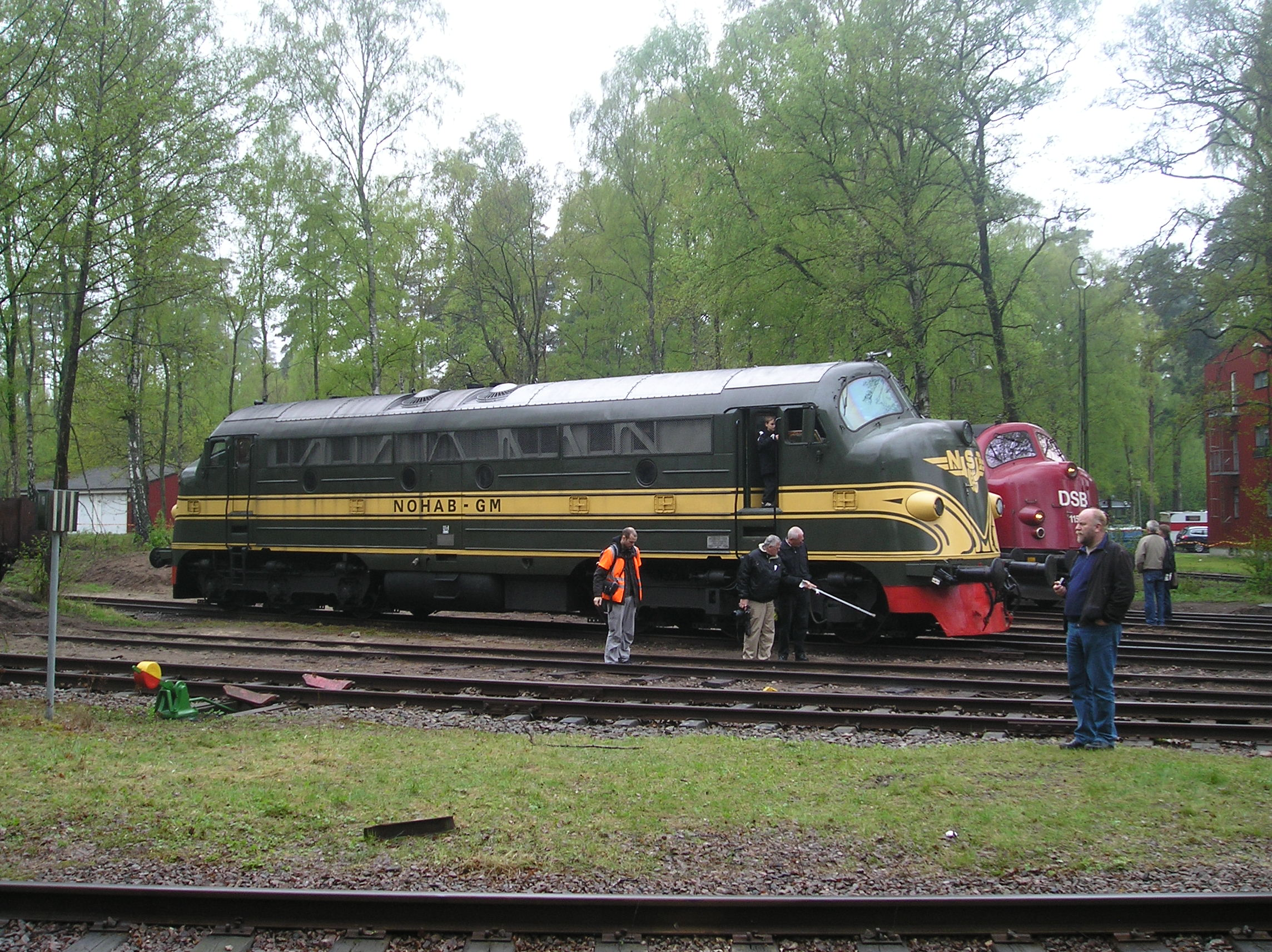
De testlocomotief
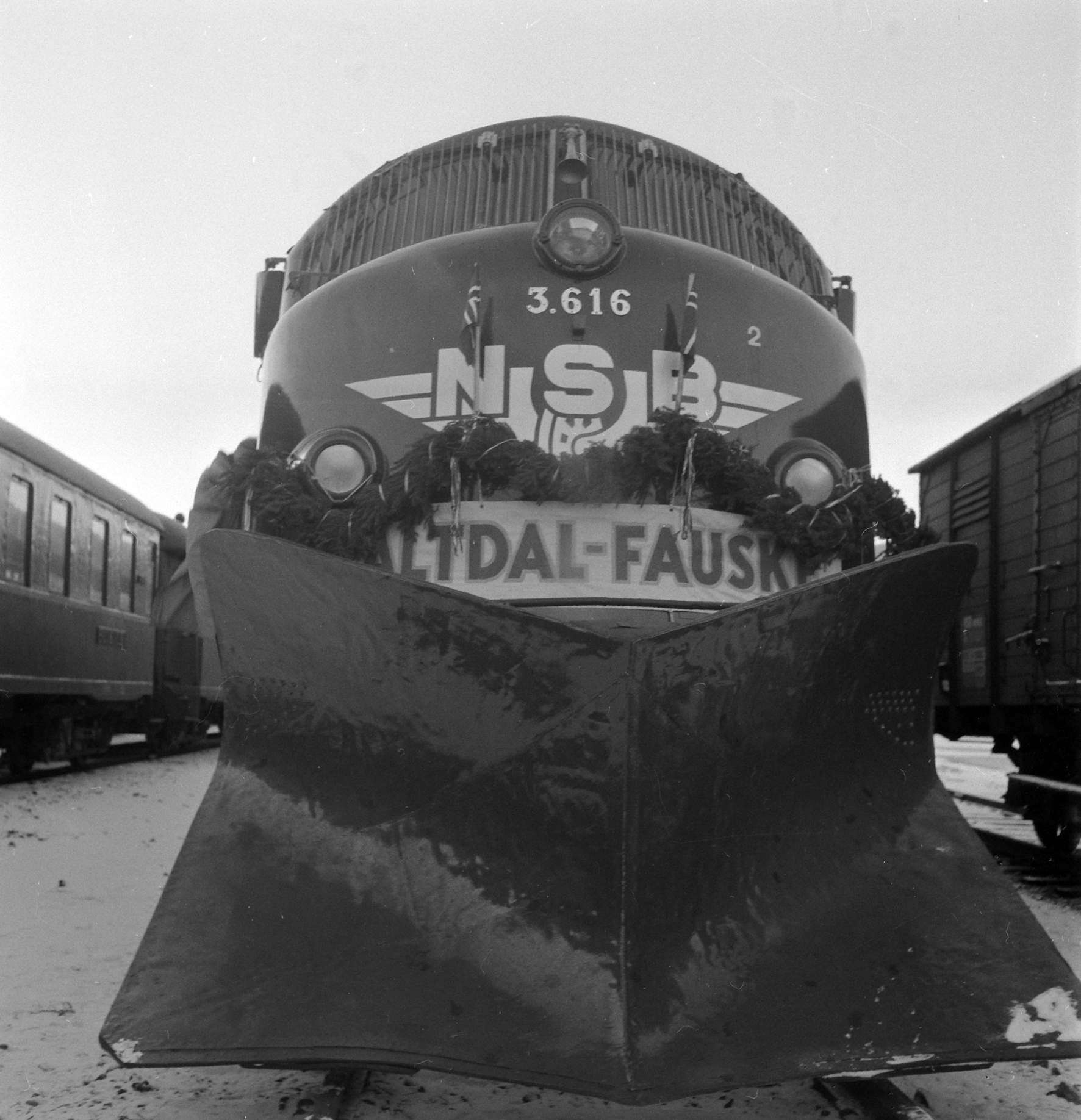
De openingstrein Saltdal-Fauske in december 1958
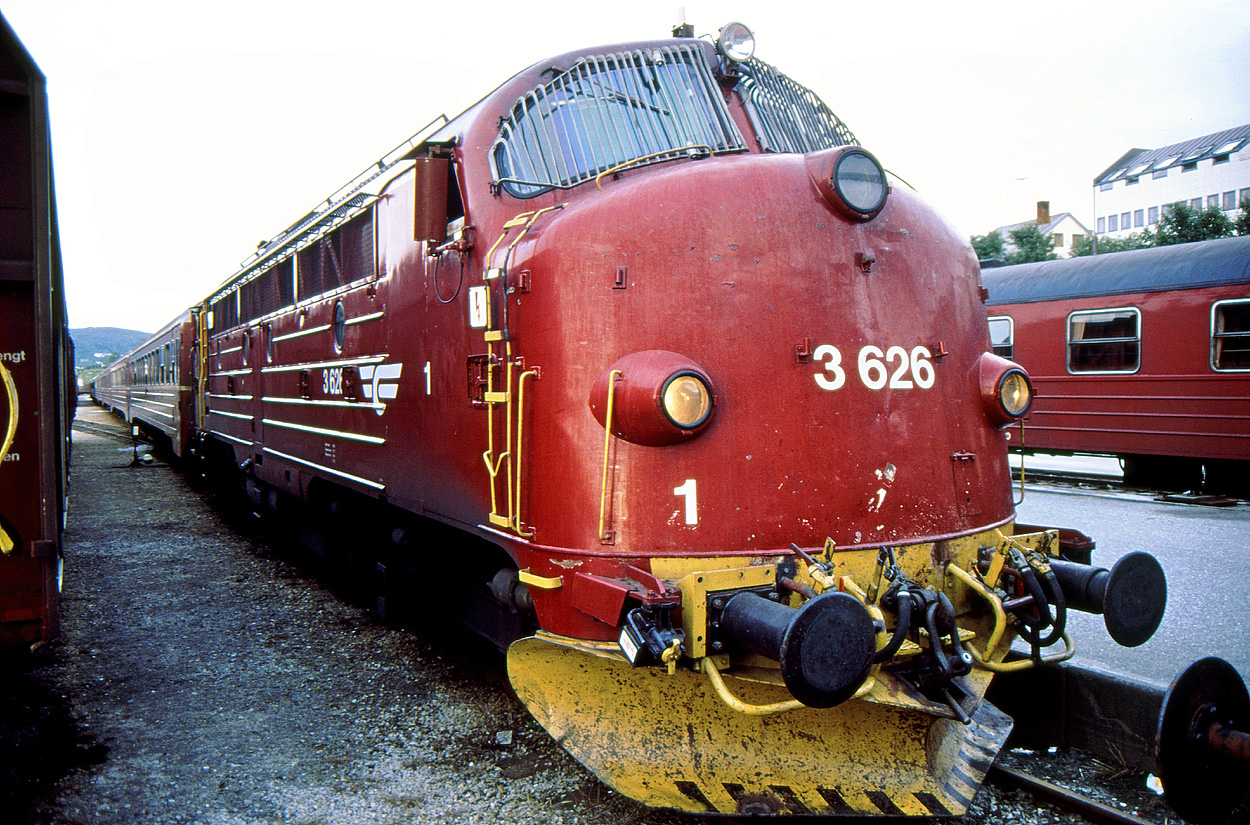
NSB Di 3.626 in “Nydesign” kleurstelling te Bodø 17 aug 1991

### Elektrificatie
Begin 1961 waren 25 locomotieven in dienst, 17 waren gestationeerd in Trondheim, 6 in Bergen en 2 in Hamar. Op dat moment werd de Di 3 nog nauwelijks ingezet op de Rørosbanen waar nog niet alle bruggen waren versterkt. In februari 1961 kwam het eerste deel, Oslo-Hønefoss, van de spoorlijn tussen Oslo en Bergen onder de draad. Dit betekende dat de sneltreinen deels met diesel- en deels met elektrische-tractie werden gereden. Verder naar het noorden werd de Nordlandsbanen verlengd en in februari 1962 werd het eindpunt Bodø bereikt.  Op 1 december 1962 bereikte de elektrificatie richting Bergen het station Ål. De bruggen van de Rørosbanen werden versterkt en de Di 3 kwam daar in mei 1964 in normale dienst. In 1964 kwam ook de elektrificatie tot Bergen gereed en kwamen vijf van de zes Bergense lokomotieven elders in dienst. De zesde locomotief werd in de winter als invallocomotief gestationeerd in Finse waar ze ook werd ingezet voor de sneeuwploeg. Voor deze sneeuwploeg was locomotief 610 aan één zijde voorzien van speciale bevestigings punten maar daarom juist niet van een standaard (lage) sneeuwschuiver. Na de levering van de 624 – 629 in 1965 werden op de Rørosbanen de stoomlocomotieven voor de sneltreinen vervangen door de Di 3. In 1967 had de elektrificatie vanaf het zuiden Otta bereikt, en het volgende jaar kwam ook Dombås onder de draad. De vrijgekomen Di 3-locomotieven konden hierdoor elders worden ingezet, o.a. werd de Valdresbanan geschikt gemaakt voor het grotere gewicht van de Di 3. In 1969 werden de laatste vier locomotieven geleverd (630-633) en konden de stoomlocomotieven worden uitgerangeerd. Nadat in 1970 de hele Dovrebanen tot Trondheim onder de draad gebracht was werd de Di 3, tot eind 2000, voornamelijk ingezet op de Nordlandsbanen, Meråkerbanen, Rørosbanen, Raumabanen, Solørbanen en Valdresbanen.

### Neergang en uitstroom
De Di 3 vormde jaren lang de ruggengraat van de NSB op de niet geëlektrificeerde trajecten. In 1981 kregen ze echter concurrentie van de aanzienlijk sterkere Di 4 die op de Nordlandsbanen werden gezet. In de jaren negentig van de twintigste eeuw begon de instroom van nieuwe locomotieven bij de NSB. De vervangers van de Di 3 waren 12 locomotieven Di 6 voor zware treinen en 20 stuks Di 8 voor lichtere treinen. De Di 3 kon in treinschakeling rijden (bediening door één machinist) met de opvolgers Di 4, Di 6 en Di 8.
De Di 6 bleek een grote miskoop, maar de Di 8 was zeker geschikt om de goederentreinen over te nemen van de Di 3. De resterende passagierstreinen die werden getrokken door Di 3 werden vervangen door treinstellen van het type BM 92 en BM 93. De laatste officiële rit van de NSB met de Di 3 vond plaats op 26 december 2000 met een personentrein op de Rørosbanen getrokken door de 623 en 629 . Daarna werd de Di 3 tot 7 januari 2001 nog sporadisch in treinschakeling met de Di 4 gebruikt op de Nordlandsbanen. Daarna was het de NSB niet langer toegestaan om de Di 3 te gebruiken. Vervolgens werden ze, na ruim 40 jaar op de niet-geëlektrificeerde trajecten  van de NSB, uitgerangeerd.

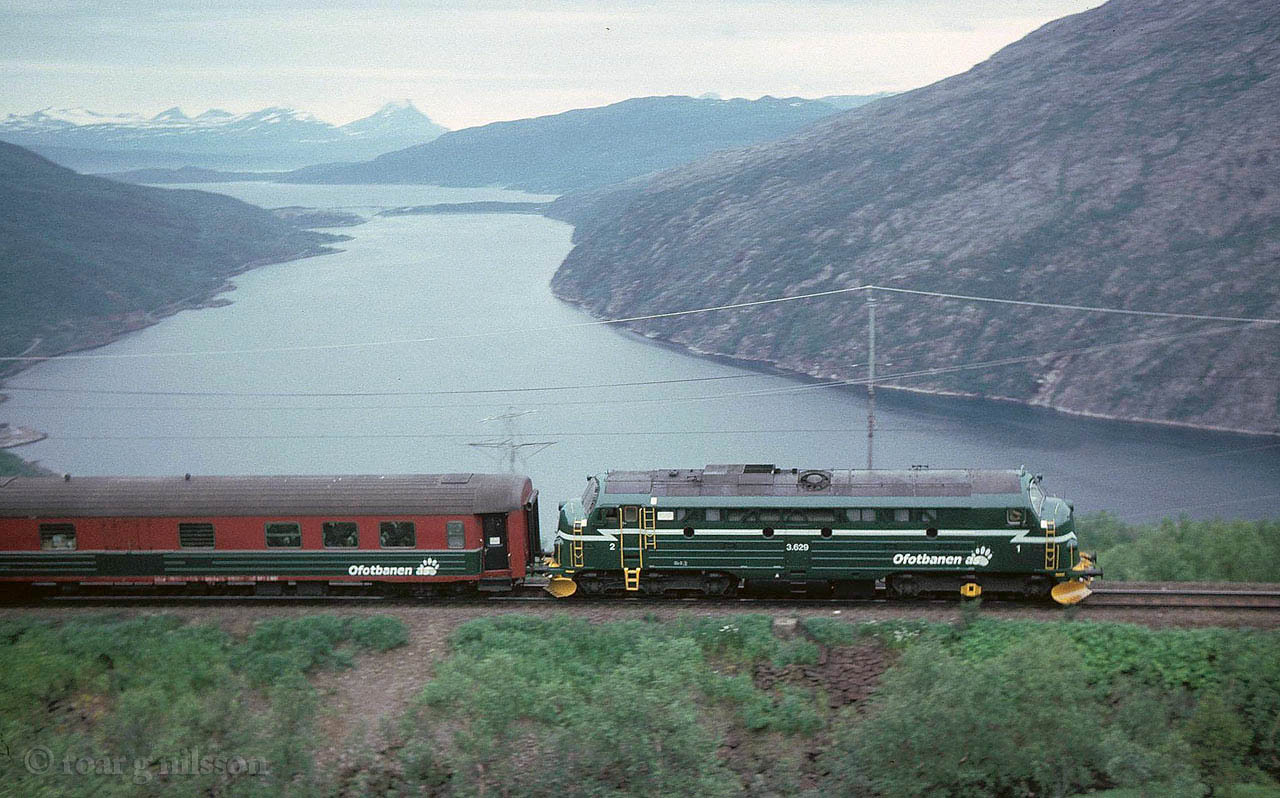
3.629 in dienst van de Ofotbanan, boven de Rombakken 13 jul 2003
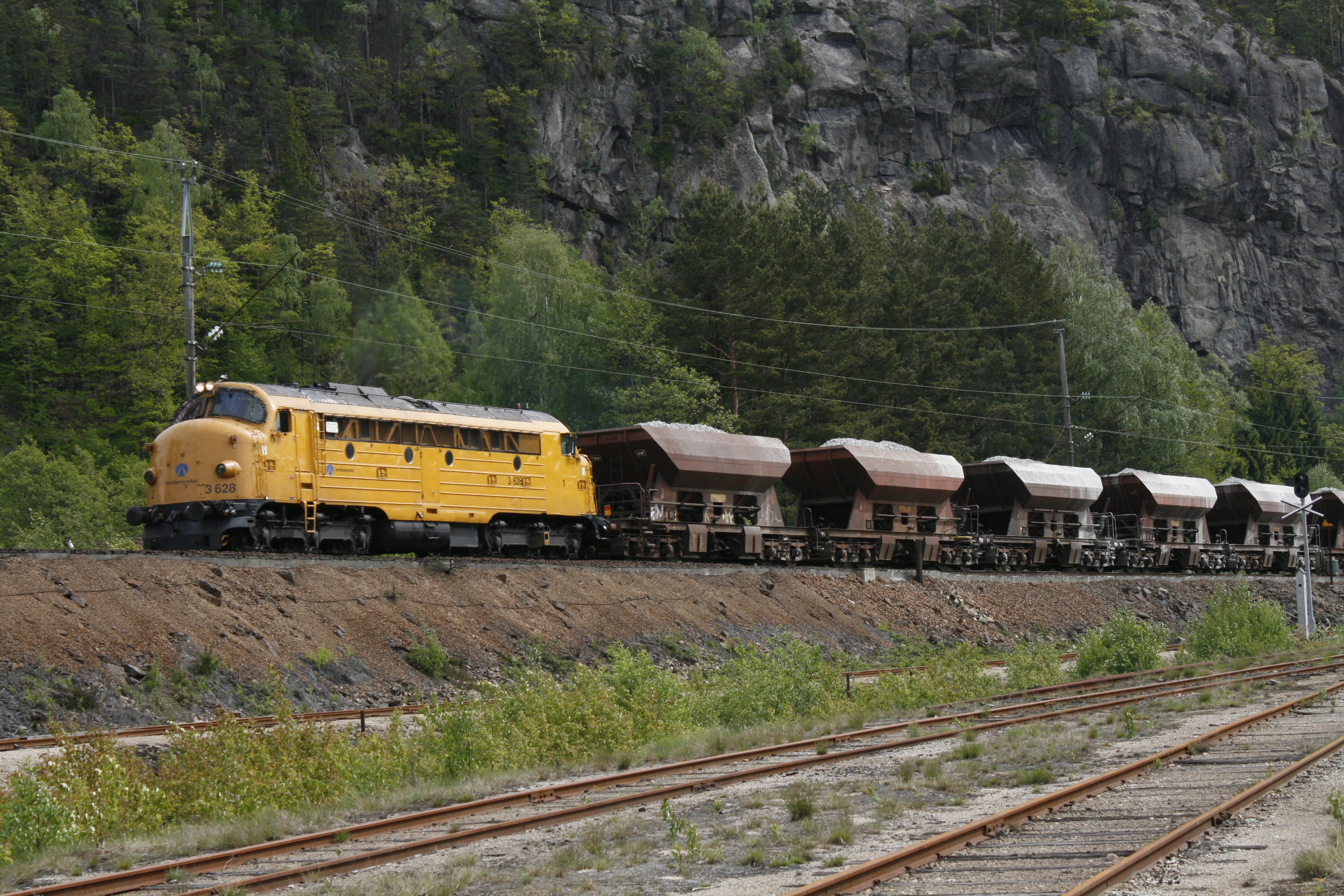
Di 3 628 in dienst van Jernbaneverket
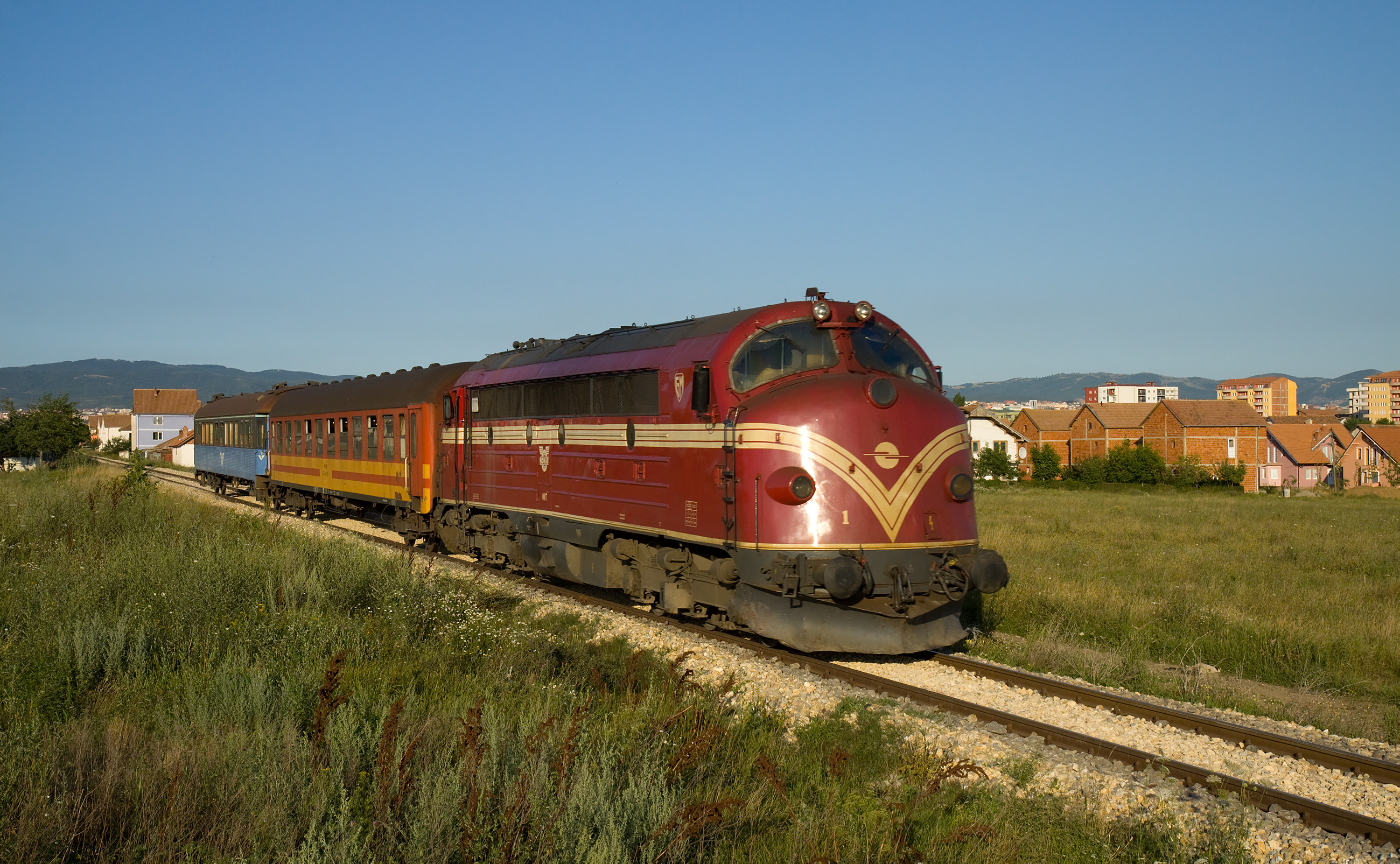
HK NOHAB Di 3 007 tussen Prishtina en Fushë Kosovë

## Inzet in nieuwe diensten
In de jaren negentig van de twintigste eeuw begon NSB met het uitrangeren van de Di 3. In tegenstelling tot de Deense exemplaren werden ze niet verkocht aan Zweedse bedrijven maar grotendeels gesloopt. Acht exemplaren werden verkocht aan Italië en Kosovo, vijf lokomotieven kwamen in 2001 terecht bij de Noorse Ofotbanen AS die ze groen-wit schilderde en voornamelijk inzette voor houttransport. Drie locomotieven, 602, 616 en 642, zijn ondergebracht bij het Noorse spoorwegmuseum dat ze in bedrijfsvaardige toestand houdt.

### Overzicht
| Nummer | Type  | Aflevering        | Uitgerangeerd                     | Opmerkingen |
| ------ | ----- | ----------------- | --------------------------------- | --- |
| 602    | Di 3a | 16 oktober 1954   | 11 oktober 1995                   | In bezit van het Noorse spoorwegmuseum |
| 603    | Di 3a | 25 april 1957     |                                   | In bezit van het Noorse spoorwegmuseum, gebruikt als plukloc |
| 605    | Di 3a | 14 mei 1957       | 1999                              | In bezit van TÅGAB als plukloc. |
| 610    | Di 3a | 19 februari 1958  | 19 april 1995 opgeslagen tot 2013 | |
| 616    | Di 3a | 22 augustus 1958  | 1997                              | In bezit van het Noorse spoorwegmuseum |
| 617    | Di 3? | ?                 | ?                                 | Waarschijnlijk in 1999-2000 gesloopt |
| 619    | Di 3a | 24 oktober 1958   | 2001                              | Verkocht aan de Verenigde Naties en geleverd aan Kosovo |
| 621    | Di 3a | 16 december 1958  |                                   | Overgedragen aan Ofotbanen AS, vervolgens verkocht aan Inlandsbanan AB. Daarna door Three T gebruikt als plukloc. |
| 622    | Di 3a | 2 juli 1960       |                                   | Verkocht aan Sicilië |
| 623    | Di 3a | 18 augustus 1960  | 17.4.2014                         | Overgedragen aan Ofotbanen AS, vervolgens verkocht aan Inlandsbanan AB. Uitgerangeerd na een brand in Fågelsjö op 17.4.2014. In 2015 verkocht aan de Hongaarse NOHAB-GM stichting die de locomotief weer rijvaardig wil maken. |
| 625    | Di 3a |                   |                                   | Afgebroken na het treinongeval bij Åsta op 4 januari 2000 |
| 626    | Di 3a | 21 mei 1965       |                                   | Verkocht aan Sicilië |
| 628    | Di 3a | 1 augustus 1965   |                                   | In bezit van Jernbaneverket |
| 629    | Di 3a | 13 september 1965 |                                   | Overgedragen aan Ofotbanen AS, vervolgens verkocht aan Inlandsbanan AB. |
| 630    | Di 3a | 28 juni 1969      |                                   | Verkocht aan Sicilië. Opgeslagen na ongeval in 2007 |
| 631    | Di 3a | 18 juli 1969      |                                   | Verkocht aan Sicilië |
| 632    | Di 3a | 4 september 1969  |                                   | Overgedragen aan Ofotbanen AS, vervolgens verkocht aan Inlandsbanan AB. |
| 633    | Di 3a | 16 oktober 1969   | 2001                              | Verkocht aan de Verenigde Naties en geleverd aan Kosovo |
| 641    | Di 3b | 2 juli 1960       | 2001                              | Verkocht aan de Verenigde Naties en geleverd aan Kosovo |
| 642    | Di 3b | 2 juli 1960       |                                   | Destijds invalloc in Ål, op 28 november 2014 door de NSB overgedragen aan het Noorse spoorwegmuseum |
| 643    | Di 3b | 9 december 1960   | 2001                              | Verkocht aan de Verenigde Naties en geleverd aan Kosovo |